# Premio TV - Premio regia televisiva 2002
La quarantaduesima edizione del Premio Regia Televisiva, condotta da Milly Carlucci e Daniele Piombi, si svolse al teatro Ariston di Sanremo il 24 aprile 2002 e fu trasmessa in diretta su Rai Uno. La serata fu seguita da 6.328.000 telespettatori con uno share del 24,53%.

## Premi

### Top Ten
- Torno sabato (Rai Uno)
- Scherzi a parte (Canale 5)
- Otto e mezzo (LA7)
- Zelig (Italia 1)
- Chiambretti c'è (Rai Due)
- Striscia la notizia (Canale 5)
- Passaparola (Canale 5)
- Report (Rai Tre)
- Sfide (Rai Tre)
- Quelli che il calcio (Rai Due)

### Miglior personaggio femminile
- Simona Ventura

### Miglior personaggio maschile
- Giorgio Panariello

### Personaggio rivelazione
- Maurizio Crozza

### Miglior programma in assoluto
- Torno sabato (Rai Uno)

### Miglior programma per la giuria
- Striscia la notizia (Canale 5)

### Programma record d'ascolti
- Festival di Sanremo (Rai Uno)

### Miglior TG
- TG5

### Miglior fiction
- Perlasca - Un eroe italiano (Rai Uno)

### Oscar speciale
- Kabul - oltre la cronaca (Rai Uno)